# Shawnacy Barber
Shawnacy Campbell "Shawn" Barber (Las Cruces, 27 de maio de 1994 – Kingwood, 17 de janeiro de 2024) foi um atleta canadense, nascido nos Estados Unidos, especializado no salto com vara, campeão mundial e pan-americano da prova. Foi medalha de ouro no Campeonato Mundial de Atletismo de 2015 em Pequim, China. Também foi campeão pan-americano em Toronto 2015. Sua melhor marca ao ar livre – 5,93 m – é o recorde nacional canadense.

## Morte
Morreu, em 17 de janeiro de 2024, aos 29 anos, em Kingwood devido a complicações médicas.